# Desmodium strictum
Desmodium strictum är en ärtväxtart som först beskrevs av Frederick Traugott Pursh, och fick sitt nu gällande namn av Dc. Desmodium strictum ingår i släktet Desmodium och familjen ärtväxter. Inga underarter finns listade i Catalogue of Life.